# Kamienica przy ul. Kościuszki 27 w Iławie
Kamienica przy ul. Kościuszki 27 – zabytkowa kamienica w Iławie z początku XX wieku.
Budynek w stylu pałacyku neorenesansowego wzniesiono na początku XX wieku. Budynek na planie prostokąta ma 1,5 kondygnacji w części głównej oraz dwukondygnacyjne ryzality. Pomiędzy ryzalitami umieszczona jest loggia ze schodami jednobiegowymi. Frontowa elewacja południowa jest bogato zdobiona. Na tarasie znajduje się rząd półkolistych arkad z kolumnami, a pomiędzy nimi ażurowa balustrada z motywami roślinnymi. Przez całą elewację biegnie fryz podokapowy z prostokątnymi płycinami i dekoracyjnie zakończonymi końcówkami belek. Boczna, zachodnia elewacja jest boniowana pasowo.
Budynek wpisany jest do rejestru zabytków pod numerem A-4356 z 17.11.2006. W 1948 w jednym z lokali kamienicy umieszczono bibliotekę. Obecnie obiekt pełni funkcje mieszkalne.